# Eero Karhu
Eero Karhu (* 12. April 1934) ist ein ehemaliger finnischer Radrennfahrer und nationaler Meister im Radsport. 

## Sportliche Laufbahn
Mit dem Porvoon ajot gewann er 1963 das älteste finnische Eintagesrennen. 1967 wurde Karhu nationaler Meister im Straßenrennen. In der Saison 1968 konnte er diesen Titel verteidigen. 1961 war er bereits Vize-Meister hinter Unto Hautalahti geworden. In der Meisterschaft der Nordischen Länder gewann er 1967 mit Raimo Honkanen, Ole Wackström und Mauno Uusivirta die Bronzemedaille im Mannschaftszeitfahren.
Dreimal startete er in der Internationalen Friedensfahrt. Er wurde 1966 66., 1971 und 1972 schied er jeweils aus.